# Schloss Senden

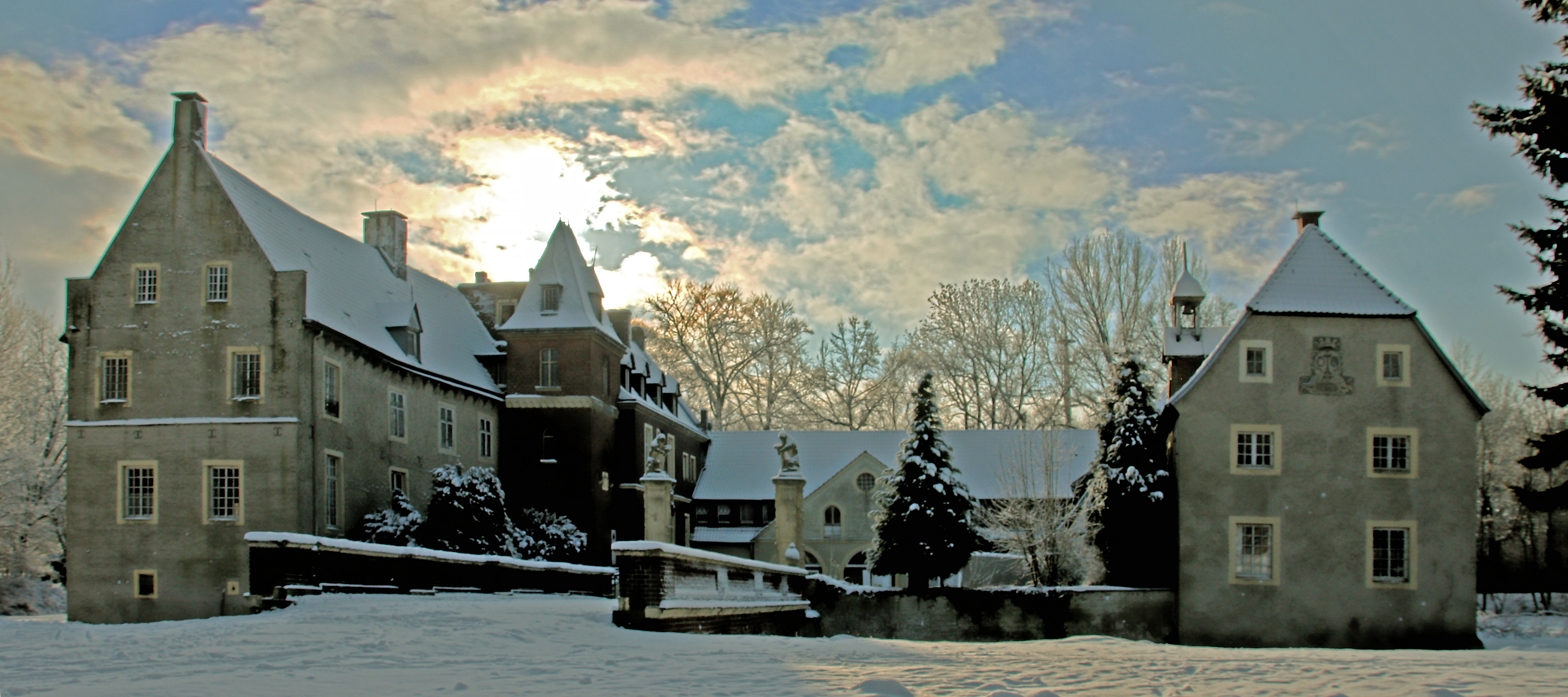
Wasserschloss Senden

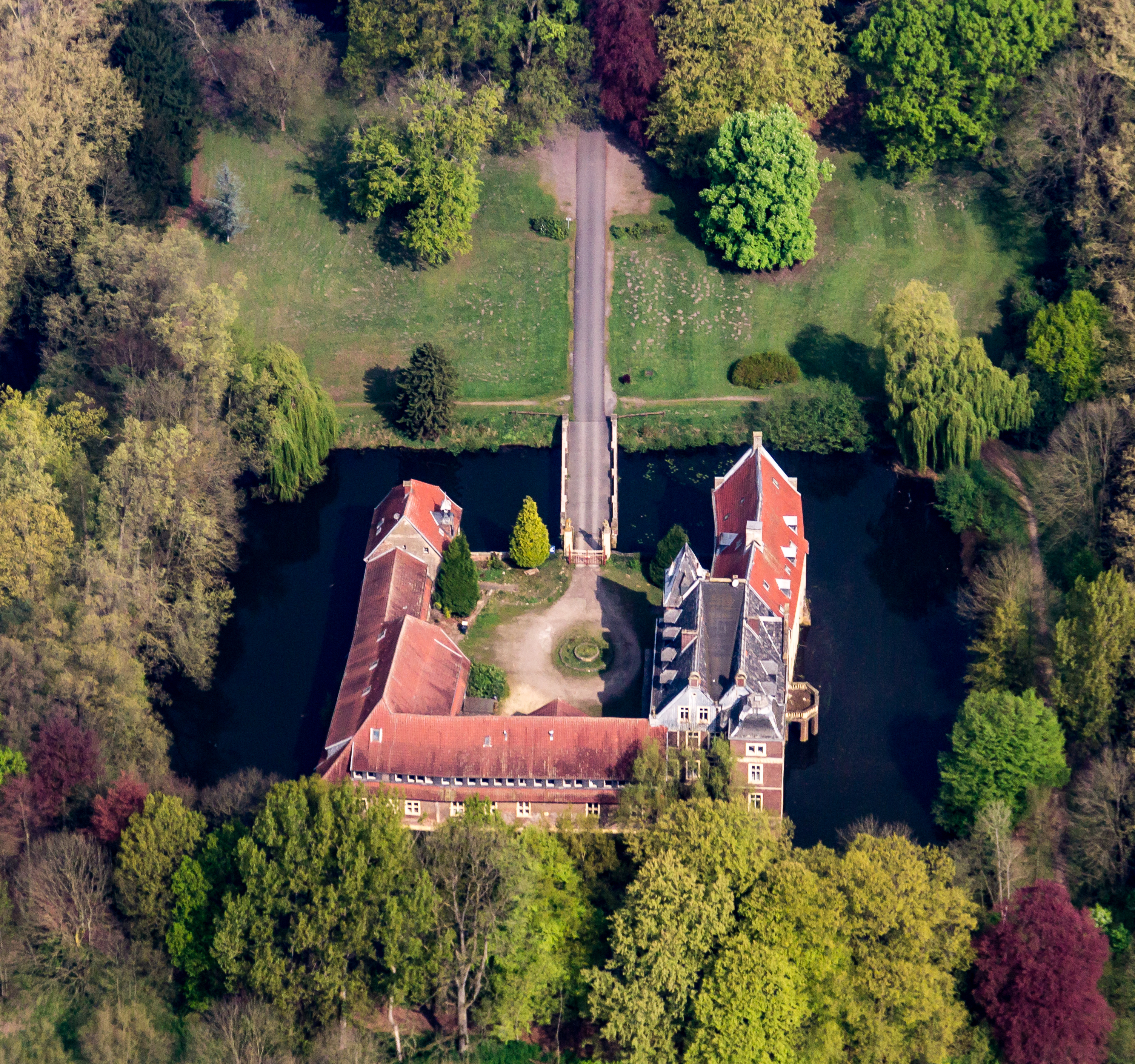
Luftbild (2014)

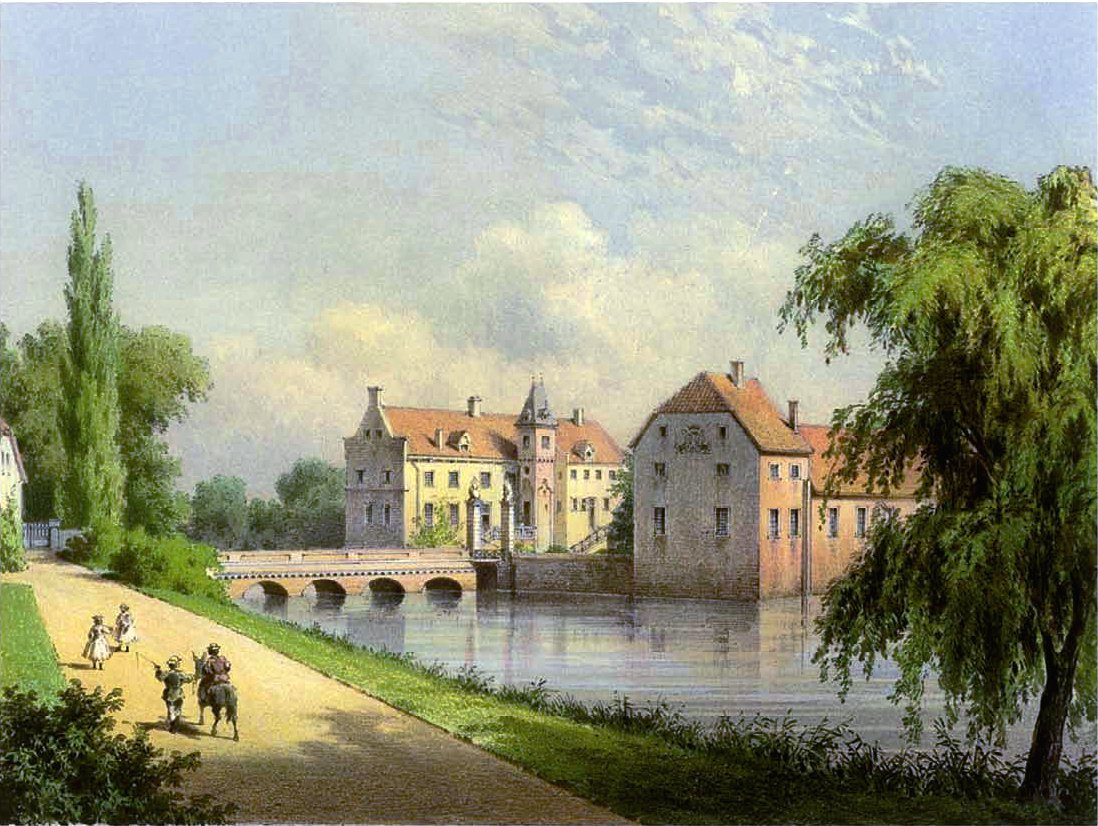
Schloss Senden um 1860, Sammlung Alexander Duncker

Das Schloss Senden in Senden ist eines der zahlreichen Wasserschlösser im Münsterland. Es liegt am Fluss Stever, der den Wassergraben des Schlosses speist. Südlich der Schlossanlage befindet sich der Dortmund-Ems-Kanal in etwa 250 Meter Entfernung.

## Geschichte
Das Rittergut Senden war im Mittelalter unter dem Namen Benekamp im Besitze der Familie von Senden genannt Benekamp. Die Erbtochter dieses Geschlechts, Kunigunde, heiratete Alexander (Sander) Droste zu Kakesbeck (1357–1401). Dessen Vater Albrecht war ein Bruder des Heinrich Droste zu Vischering, Stammvater der späteren Freiherren und Grafen Droste zu Vischering, die bis heute u. a. auf der Burg Vischering, dem Wasserschloss Darfeld und dem Erbdrostenhof in Münster ansässig sind. Unter dem Namen Droste zu Senden bildete sich damit ein neuer Familienzweig.
Der Sohn von Sander und Kunigunde, Ludeke Droste (1405–1466), errichtete das später vielfach ergänzte Schloss Senden als Festes Haus in Form einer Wasserburg. Dessen Sohn Sander II. Droste zu Senden (1448–1502) errichtete das Herrenhaus in seiner heutigen Form, das mit seinem Dreistaffelgiebel das wohl älteste erhaltene Baudenkmal dieser Art und Vorbild für Bauten der westfälischen Renaissance ist. Vermutlich aus dieser Zeit stammt auch die der Gräfte zugewandte südliche Fassade des Verbindungsbaus mit einer Reihe von Steinkreuzfenstern und Schießscharten. Der Bruder Sanders II., Bernd Droste zu Senden, heiratete 1481 die Erbtochter Anna von Heiden zu Beck (1462–1492) und begründete die Linie der Droste zu Beck auf Schloss Beck. Sander III. Droste zu Senden wurde 1510 vom Bürgermeister und Rat der Stadt Münster mit dem Gogericht zu Senden betraut, darüber hinaus wurde er 1519 von den Landständen zum Vollzieher der Landesvereinigung gewählt. 1587 wird von der Brandschatzung und Plünderung des Dorfes und des Hauses Senden durch die „Hispanischen“ während des spanisch-niederländischen Achtzigjährigen Krieges berichtet. Durch Erbschaften kamen 1680 Gut Patzlar und 1713 Gut Isingholt hinzu, 1729 Gut Venhaus durch Kauf.

### 20. Jahrhundert
Das Schloss wurde im Zweiten Weltkrieg von britischen Soldaten besetzt, teilweise devastiert und geplündert. 1957 verkaufte es die freiherrliche Familie Droste zu Senden, die jedoch bis heute den zugehörigen Gutsbesitz und den Senden’schen Hof in Münster hält; neuer Wohnsitz wurde das nahegelegene Forsthaus Wulfshoek. Der Erwerber des Schlosses betrieb dort zunächst ein Handelsschulinternat, danach eine Altenpension, ab 1976 Studentenwohnungen und schließlich seit den 1980er Jahren bis Ende der 1990er Jahre ein Hotel, das jedoch nach einem Brand im Dachstuhl geschlossen wurde. Danach stand das Gebäude weitgehend leer und beherbergte lediglich die Bildhauer-Kurse der Kunstschule Senden. In dieser Zeit verfiel es zunehmend, der Eigentümer war am Verkauf interessiert.

### 21. Jahrhundert
Die „Initiative Schloss Senden“ versuchte ab 2007, durch verschiedene Aktivitäten eine neue Nutzung für die Schlossanlage zu finden und das Gebäude vor dem weiteren Niedergang zu bewahren. Eine von der Gemeinde Senden in Auftrag gegebenes Gutachten ergab bei einem Verkehrswert von einer halben Million Euro Sanierungskosten von sechs bis neun Millionen Euro. Die politische Gemeinde lehnte ein finanzielles Engagement jedoch wiederholt ab. Der Eigentümer drohte 2014 sogar mit einem Abriss des Baudenkmals.
Im Jahr 2015 kam es zur Gründung des gemeinnützigen Vereins Schloss Senden e. V., der die Liegenschaft erwarb und Anfang 2015 zunächst die Bausubstanz durch Dach- und Glaserarbeiten sicherte. Der Verein plant, das Schloss samt des umliegenden Parks zu erhalten und die schrittweise restaurierten Bereiche des Schlosses der Öffentlichkeit zugänglich zu machen. Durch den Einsatz freiwilliger Helfer der Jugendbauhütte NRW-Westfalen konnten seit 2016 in mehreren Projektseminaren bereits zahlreiche wichtige Maßnahmen getroffen werden. So wurden unter anderem das Schloss entrümpelt, Dokumente archiviert, Gartenarbeit im Schlosspark geleistet, Bewuchs und Farbschmierereien am Mauerwerk entfernt, Vermessungsarbeiten unterstützt, Bestandspläne von Räumen erstellt, schützende Holzverschläge gezimmert sowie Türen und Fenster aufgearbeitet. Für die laufende Gesamtinstandsetzung der Anlage gewährten die Beauftragte der Bundesregierung für Kultur und Medien, die Bezirksregierung Münster, die Deutsche Stiftung Denkmalschutz und die Gemeinde Senden Fördermittel. Als erste Baumaßnahme wurde 2018 das Fundament des schief stehenden Mannenhauses stabilisiert. Mit Blick auf die Sicherungsmaßnahmen wurde das Schloss im Juli 2018 von der LWL-Denkmalpflege, Landschafts- und Baukultur in Westfalen als Denkmal des Monats in Westfalen-Lippe ausgezeichnet. Mitte 2019 wurde der Rombergtrakt saniert, dabei wurde das gesamte Dach erneuert, die Ziegelfassade saniert und die fehlende Spitze des Südturms als moderne Stahlkonstruktion in historischer Formgebung wiedererrichtet. Seit 2021 werden die Fassade und das Dach des Mannenhauses saniert, dort ist die Einrichtung eines Schlossbau-Cafés in naher Zukunft geplant.
2011 bis 2013 fand jährlich im Sommer innerhalb der Außengräfte des Schlosses ein Mittelaltermarkt inklusiv Heerlager statt, der sich aufgrund der trotz des Verfalls beeindruckenden Kulisse bei Mittelalterfans der Region großer Beliebtheit erfreute.
Das Gebäude ist ein beliebtes Ziel auf Radtouren durch das Münsterland und Teil der „100-Schlösser-Route“, einem Fahrradweg in der Region.